# Operació Vístula
L'Operació Vistula, també coneguda com a Operació Wisła (polonès: Akcja "Wisła"; ucraïnès: Операція «Вісла»), va ser el nom en clau donat el 1947 per a la deportació de les poblacions d'ucraïnesos i lemkos del sud-oest de Polònia, duta a terme per les autoritats comunistes poloneses amb l'ajuda de la Unió Soviètica i la Txecoslovàquia comunista. L'objectiu declarat de l'operació era la supressió de l'Exèrcit Insurgent Ucraïnès (UPA), al qual es van atribuir el terror i l'assassinat de polonesos als territoris sud-orientals des del 1944. Unes 200.000 persones, la majoria d'ètnia ucraïnesa, residents al sud-est de Polònia van ser forçades a establir-se en els "territoris recuperats" al nord i oest del país. L'operació va rebre el nom del riu Vistula, Wisła en polonès.
Després de la caiguda del comunisme, l'operació va ser condemnada per polítics i historiadors polonesos i ucraïnesos. Ha estat descrita com una neteja ètnica dels polonesos. tant en fonts occidentals com ucraïneses.